# اووژنز
تخمک‌زایی، مامه‌زایی یا اووژنز (به انگلیسی: Oogenesis)، که همچنین با نام‌های تخمک‌گذاری یا گامت‌زایی جنس ماده می‌شناسند، در مقابل آن در جنس نر اسپرماتوژنز یا اسپرم‌زایی را داریم. فرایند تخمک‌زایی در نهایت به تولید تخمک ختم می‌شود.

## تخمک‌زایی در انسان
فرایند تخمک‌زایی در سلول‌های اووگونیم (جمع: اووگونی) رخ می‌دهد. این سلول‌ها زمانی که می‌خواهند وارد فرایند اووژنز شوند یک بار همانندسازی کرده و تقسیم (میتوز) را آغاز می‌کنند. سلول‌های بدوی (سلول‌های جنسی) پیش از تولد وقتی به سلول‌های گنادی فرد مؤنث می‌رسند، به اووگونی تبدیل می‌شوند؛ و پس از چند تقسیم میتوز در پایان ماه سوم، در کنار هم تجمع می‌یابند. اکثر اووگونی‌ها تقسیمات میتوزی را ادامه می‌دهند و تعدادی از آن‌ها به سلول‌های اووسیت اولیه تمایز می‌یابند. اووسیت اولیه سلولی است که می‌خواهد تقسیمات می‌وزی را آغاز کند، بنابراین دی‌ان‌ای خود را دو برابر می‌کنند. تعداد اووگونی‌ها تا ماه پنجم بیشینه بوده و نزدیک به ۷ میلیون می‌باشد. در این هنگام، مرگ آن‌ها آغاز می‌شود و بسیاری از اووگونی‌ها و اووسیت‌های اولیه از بین می‌روند. در نزدیکی زمان تولد اووسیت‌های اولیه که تعدداشان نزدیک به ۷۰۰۰۰۰ تا ۲ میلیون عدد است وارد پروفاز نخستین تقسیم میوز شده‌اند و در مرحله پروفاز (دیپلوتن) متوقف می‌مانند و تا پیش از آغاز بلوغ در این مرحله باقی می‌مانند. هنگام بلوغ تنها تعداد ۴۰۰۰۰۰ عدد از اووسیت‌های اولیه وجود دارند که تحت اثر هورمون‌های این دوره میوز I را کامل می‌کنند. تا پایان عمر بانوان، تنها ۵۰۰ عدد از این اووسیت‌های باقی‌مانده (۷۰۰۰۰۰) در فرایند تخمک‌گذاری (اووژنز) شرکت می‌کنند. همان‌طور که گفته شد اووسیت‌های اولیه در مرحله دیپلوتن پروفاز میوز I موسوم به دیکتیوتن تا هنگام بلوغ متوقف می‌مانند که این امر به خاطر وجود عامل مهارکننده بلوغ اووسیت (oocyt maturation inhibitor) می‌باشد. پس از گذراندن میوز I اووسیت اولیه تبدیل به اووسیت ثانویه می‌شود و یک جسم قطبی اولیه تشکیل می‌شود. هر ماه از یکی از تخمدان‌ها یک اووسیت ثانویه آزاد شده و می‌تواند با اسپرم ترکیب شود. اووسیت ثانویه پس از لقاح با اسپرم میوز را تکمیل کرده و تخمک (تخمک) و جسم قطبی ثانویه را پدیدمی‌آورد. عمل تخمک‌گذاری حدود روز ۱۴ دورهٔ جنسی آغاز می‌شود. اما در صورت نبود لقاح اووسیت ثانویه با اسپرم، اووسیت ثانویه دفع می‌شود (و نه تخمک). اووسیت ثانویه پس از خروج از تخمدان در ابتدای لوله فالوپ با اسپرم ترکیب می‌گردد. سپس حرکت خود را به سوی گردن رحم آغز نموده و در طی مسیر تقسیمات (میتوز) خود را آغاز می‌کند. به‌طوری‌که در هنگام ورود به رحم به حدود ۳۲ سلول رسیده که در این هنگام به آن بلاستوسیست گفته می‌شود.

## ترتیب مراحل
سلول‌های بدوی ← (تقسیم میوز) ← اووگونی ← (میوز) ← اووسیت اولیه ← (میوز II) ← اووسیت ثانویه + جسم قطبی اولیه ← اووم + دومین جسم قطبی